# Townley (cràter)
Townley és un petit cràter d'impacte que es troba en la part oriental de la Lluna, al nord-oest del Mare Spumans i al sud-est del cràter Apol·loni. Aquest cràter va ser designat Apol·loni G abans de rebre el seu nom actual per acord de la Unió Astronòmica Internacional.
El seu contorn és pràcticament circular, amb la paret interna que s'inclina cap a un sòl relativament fosc i generalment pla. L'albedo d'aquest sòl és similar al del mar lunar situat al sud-est. La vora no està significativament desgastat o erosionat, encara que presenta una bretxa similar a un cràter en la vora suroriental. Un petit cràter està unit al bord nord, i diversos altres petits impactes es troben prop del costat sud-oest.

## Galeria

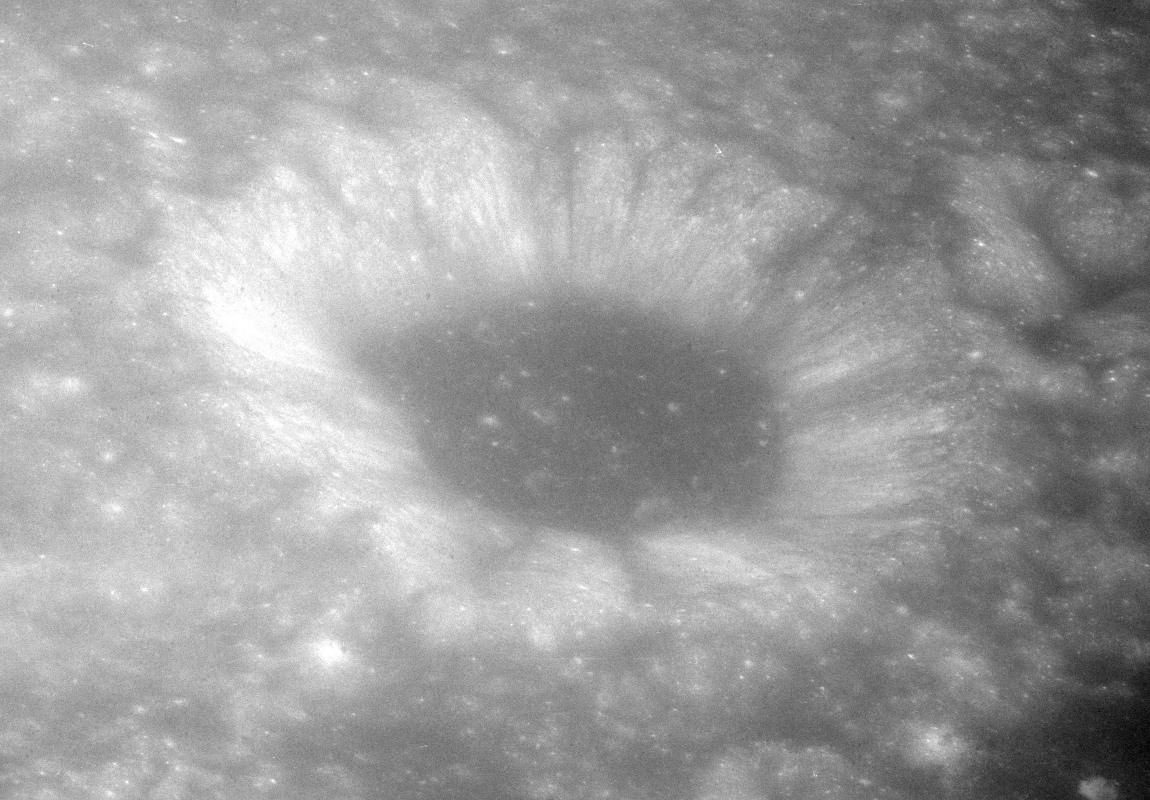
Fotografia de la missió Apol·lo 11
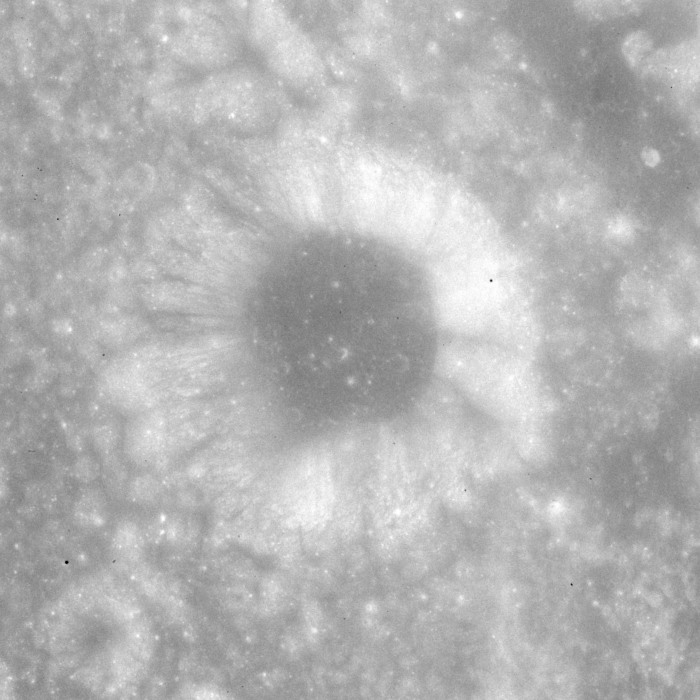
Fotografia de la missió Apol·lo 15
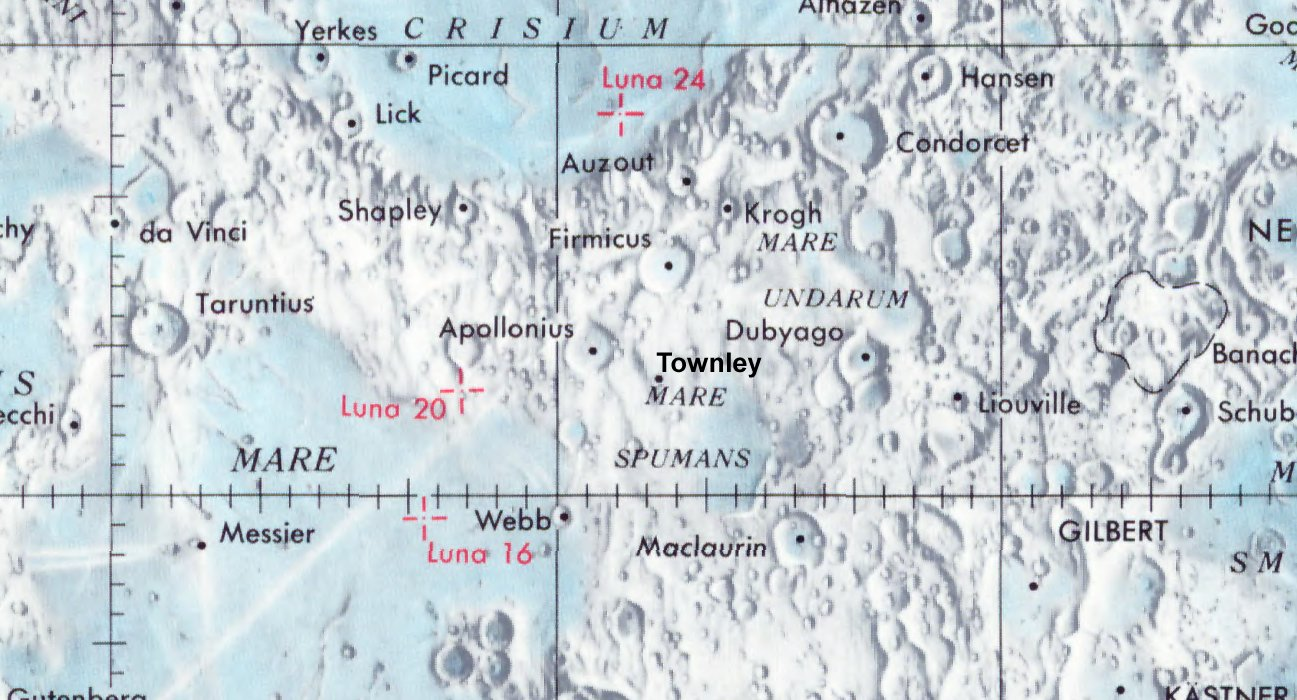
Localització de Townley (centre de la imatge)
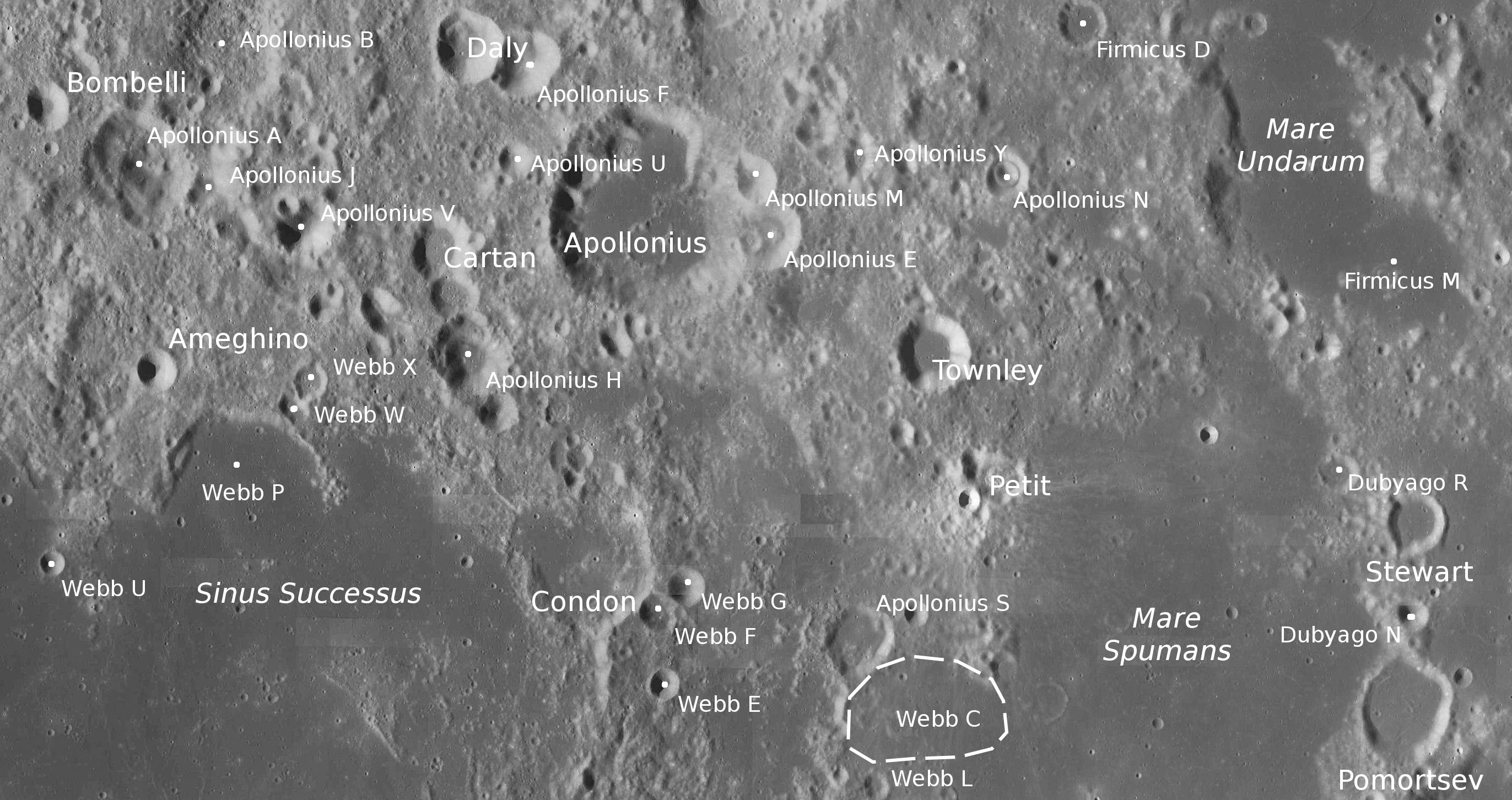
Entorn de Townley. Fotografia de la missió LRO